# Kołomyja (stacja kolejowa)
Kołomyja (ukr. Станція Коломия, ros. Коломыя) – stacja kolejowa w Kołomyi, w rejonie kołomyjskim, w Obwodzie iwanofrankiwskim, na Ukrainie. Jest częścią administracji iwanofrankiwskiej Kolei Lwowskiej. Jest węzłem kolejowym na liniach do Iwano-Frankiwska, Czerniowców i Rachowa.
Stacja obsługuje głównie ruch regionalny i międzyregionalny oraz pociągi dalekobieżne.
Na placu przed budynkiem dworca zatrzymują się autobusy miejskie, podmiejskie oraz znajduje się postój taksówek.

## Historia
Stacja powstała w XIX w. na Kolei Żelaznej Lwów-Czerniowce-Jassy pomiędzy stacjami Turka i Zabłotów.